# 미돈
미돈(그리스어: Μύδων)은 그리스 신화 트로이 전쟁 시 트로이의 병사이다.
그는 아팀니오스의 아들로 파플라고네스족의 지휘자인 필라이메네스의 마부이자 시종이었다. 메넬라오스가 필라이메네스를 죽이는 동안 안틸로코스가 돌을 던져 미돈의 팔을 맞추었다. 미돈이 말고삐를 놓치자 안틸로코스가 달려가 칼로 그의 관자놀이를 찍어 죽였다. 미돈의 시체는 모래에 떨어졌고 말발굽에 채이고 말았다.